# Едіт Паркер
Едіт Паркер (англ. Edith Parker; 1 січня 1900 — 1 січня 2000) — колишня американська тенісистка.
Перемагала на турнірах Великого шолома в парному розряді.

## Фінали турнірів Великого шолома

### Одиночний розряд (1 поразка)
| Результат | Рік  | Турнір        | Покриття | Суперниця     | Рахунок       |
| --------- | ---- | ------------- | -------- | ------------- | ------------- |
| Поразка   | 1900 | Чемпіонат США | Трава    | Міртл Макатір | 2–6, 2–6, 0–6 |

### Парний розряд (1 перемога)
| Результат | Рік  | Турнір        | Покриття | Партнерка     | Суперниці                | Рахунок       |
| --------- | ---- | ------------- | -------- | ------------- | ------------------------ | ------------- |
| Перемога  | 1900 | Чемпіонат США | Трава    | Галлі Шамплен | Марі Вімер Міртл Макатір | 9–7, 6–2, 6–2 |

## Нотатки
1. ↑  Це результат "фіналу всіх учасників", переможниця якого далі мала грати в "раунді виклику" з переможницею попереднього року, що кваліфікувалась напряму.